# Khâm định Việt sử Thông giám cương mục
Khâm định Việt sử Thông giám cương mục (chữ Hán: 欽定越史通鑑綱目) là bộ chính sử của triều Nguyễn viết dưới thể văn ngôn, do Quốc sử quán triều Nguyễn soạn thảo vào khoảng năm 1856–1884. Khâm định Việt sử Thông giám cương mục có khi được gọi tắt là Cương mục nhưng trong Khâm định Việt sử Thông giám cương mục thì cũng giống như ở Trung Quốc, Cương mục (綱目) được dùng làm tên gọi tắt của Tư trị thông giám cương mục (資治通鑒綱目) chứ không phải là tên gọi tắt của bản thân sách Khâm định Việt sử Thông giám cương mục.
Cuốn sách được Viện Sử học Việt Nam dịch sang tiếng Việt vào năm 1960, và được Nhà xuất bản Giáo dục Hà Nội ấn hành năm 1998.

## Quá trình biên soạn
Khâm định Việt sử Thông giám cương mục được vua Tự Đức chỉ đạo biên soạn vào năm Tự Đức thứ 8 (1856), do Phan Thanh Giản làm tổng tài (chủ biên). Bộ sách được hoàn thành vào năm 1859, sau đó trải qua các lần "duyệt nghị" (1871), "duyệt kiểm" (1872), "phúc kiểm" (1876), "duyệt định" (1878), "kiểm duyệt" (1884), đến năm Kiến Phúc thứ 1 (1884) được khắc in và ban hành.

## Tóm tắt nội dung
Khâm định Việt sử Thông giám cương mục được biên soạn theo thể biên niên dựa trên cơ sở Đại Việt sử ký toàn thư, Đại Việt sử ký tục biên, có tham khảo các sách sử của Trung Quốc cùng các sách sử khác của Việt Nam. Bộ sách được viết theo thể "cương mục" của Chu Hi thời Tống, chia ra "cương" (phần tóm tắt gọn và sáng) và "mục" (việc chép rộng ra cụ thể hơn), theo thứ tự năm, tháng, ngày ghi chép sự kiện lịch sử, tiểu sử các nhân vật, lời cẩn án giám định một số sự kiện, nhân vật và niên đại trên cơ sở khảo chứng các sách sử, tư liệu của Việt Nam và Trung Quốc, lời chú thích tên người, tên đất, chế độ thi cử, tổ chức hành chính, rải rác có các lời phê của vua Tự Đức.
Tài liệu tham khảo của Cương mục khoảng trên 200 bộ, bao gồm dã sử, thơ văn, các tác phẩm của Lê Quý Đôn, Phan Huy Chú... cùng các sách sử của Trung Quốc.
Bộ sách gồm 53 quyển (1 quyển thủ, 5 tiền biên và 47 chính biên). Nội dung bao gồm:
- Quyển thủ: Ghi lại dụ chỉ, tấu nghị, phàm lệ, biểu dâng, mục lục, chức danh
- Tiền biên: Trải từ thời Hồng Bàng cho đến hết năm 967, khi Đinh Bộ Lĩnh dẹp xong loạn 12 sứ quân
- Chính biên: Từ năm 968 khi Đinh Bộ Lĩnh lên ngôi cho đến năm 1789, khi hết thời nhà Hậu Lê (đời Lê Chiêu Thống).
  - 2 quyển chép về nhà Đinh và nhà Tiền Lê
  - 3 quyển chép về nhà Lý
  - 5 quyển chép về nhà Trần
  - 37 quyển chép về nhà Hậu Lê[1].

| Cấu trúc chi tiết Khâm định Việt sử thông giám cương mục | Cấu trúc chi tiết Khâm định Việt sử thông giám cương mục      | Cấu trúc chi tiết Khâm định Việt sử thông giám cương mục        | Cấu trúc chi tiết Khâm định Việt sử thông giám cương mục |
| Tiền biên                                                | Tiền biên                                                     | Tiền biên                                                       | Tiền biên                                                |
| Quyển                                                    | Năm bắt đầu                                                   | Năm kết thúc                                                    | Tổng số năm                                              |
| -------------------------------------------------------- | ------------------------------------------------------------- | --------------------------------------------------------------- | -------------------------------------------------------- |
| 1                                                        | Hùng Vương                                                    | Triệu Ai Vương năm thứ 1 (112 TCN)                              |                                                          |
| 2                                                        | Triệu Vương Kiến Đức năm thứ 1 (111 TCN)                      | Thuộc Hán Hiến Đế Kiến An năm thứ 12 (207)                      |                                                          |
| 3                                                        | Thuộc Hán Hiến Đế Kiến An thứ 15 (210)                        | Thuộc Lương Vũ Đế Phổ Thông thứ 4 (523)                         |                                                          |
| 4                                                        | Thuộc Lương Vũ Đế Đại Đồng thứ 7 (541)                        | Thuộc Đường Ý Tông Hàm Thông thứ 2 (861)                        | 321                                                      |
| 5                                                        | Thuộc Đường Ý Tông Hàm Thông thứ 3 (862)                      | Ngang Tống Thái Tổ Càn Đức thứ 5 (967)                          | 106                                                      |
| Chính biên                                               |                                                               |                                                                 |                                                          |
| Quyển                                                    | Năm bắt đầu                                                   | Năm kết thúc                                                    | Tổng số năm                                              |
| 1                                                        | Mậu Thìn Đinh Tiên Hoàng năm thứ 1 (968)                      | Đinh Mùi Lê Long Đĩnh Ứng Thiên thứ 14 (1007)                   | 40                                                       |
| 2                                                        | Mậu Thân Lê Long Đĩnh Cảnh Thụy thứ 1 (1008)                  | Kỷ Mão Lý Thái Tông Càn Phù Hữu Đạo thứ 1 (1039)                | 32                                                       |
| 3                                                        | Canh Thìn Lý Thái Tông Càn Phù Hữu Đạo thứ 2 (1040)           | Tân Mùi Lý Nhân Tông Quảng Hữu thứ 7 (1091)                     | 52                                                       |
| 4                                                        | Nhâm Thân Lý Nhân Tông Hội Phong thứ 1 (1092)                 | Kỷ Tỵ Lý Anh Tông Đại Định thứ 10 (1149)                        | 58                                                       |
| 5                                                        | Canh Ngọ Lý Anh Tông Đại Định thứ 11 (1150)                   | Ất Dậu Lý Chiêu Hoàng Thiên Chương Hữu Đạo thứ 2 (1225)         | 76                                                       |
| 6                                                        | Bính Tuất Trần Thái Tông Kiến Trung thứ 2 (1226)              | Mậu Ngọ Trần Thái Tông Nguyên Phong thứ 8 (1258)                | 33                                                       |
| 7                                                        | Kỷ Mùi Trần Thánh Tông Thiệu Long thứ 2 (1259)                | Bính Tuất Trần Nhân Tông Trùng Hưng thứ 2 (1294)                | 28                                                       |
| 8                                                        | Đinh Hợi Trần Nhân Tông Trùng Hưng thứ 3 (1287)               | Đinh Mùi Trần Anh Tông Hưng Long thứ 15 (1307)                  | 21                                                       |
| 9                                                        | Mậu Thân Trần Anh Tông Hưng Long thứ 16 (1308)                | Kỷ Sửu Trần Dụ Tông Thiệu Phong thứ 9 (1349)                    | 42                                                       |
| 10                                                       | Canh Dần Trần Dụ Tông Thiệu Phong thứ 10 (1350)               | Quý Hợi Trần Đế Hiện Xương Phù thứ 7 (1383)                     | 34                                                       |
| 11                                                       | Giáp Tý Trần Đế Hiện Xương Phù thứ 8 (1384)                   | Nhâm Ngọ Hồ Hán Thương Thiệu Thành thứ 2 (1402)                 | 19                                                       |
| 12                                                       | Quý Mùi Hồ Hán Thương Khai Đại thứ 1 (1403)                   | Đinh Dậu thuộc Minh Vĩnh Lạc thứ 15 (1417)                      | 15                                                       |
| 13                                                       | Mậu Tuất Bình Định Vương Lê Lợi năm thứ 1 (1418)              | Bính Ngọ Bình Định Vương Lê Lợi thứ 9 (1426)                    | 9                                                        |
| 14                                                       | Đinh Mùi Bình Định Vương Lê Lợi năm thứ 10 (1427) tháng 1     | Đinh Mùi Bình Định Vương Lê Lợi năm thứ 10 (1427) tháng 12      | 1                                                        |
| 15                                                       | Mậu Thân Lê Thái Tổ Thuận Thiên thứ 1 (1428)                  | Quý Sửu Lê Thái Tổ Thuận Thiên thứ 6 (1433)                     | 6                                                        |
| 16                                                       | Giáp Dần Lê Thái Tông Thiệu Bình thứ 1 (1434)                 | Bính Thìn Lê Thái Tông Thiệu Bình thứ 3 (1436)                  | 3                                                        |
| 17                                                       | Đinh Tỵ Lê Thái Tông Thiệu Bình thứ 4 (1437)                  | Đinh Mão Lê Nhân Tông Thái Hòa thứ 5 (1447)                     | 11                                                       |
| 18                                                       | Mậu Thìn Lê Nhân Tông Thái Hòa thứ 6 (1448)                   | Kỷ Mão Lê Nhân Tông Diên Ninh thứ 6 (1459)                      | 12                                                       |
| 19                                                       | Canh Thìn Lê Thánh Tông Quang Thuận thứ 1 (1460)              | Ất Dậu Lê Thánh Tông Quang Thuận thứ 6 (1465)                   | 6                                                        |
| 20                                                       | Bính Tuất Lê Thánh Tông Quang Thuận thứ 7 (1466)              | Đinh Hợi Lê Thánh Tông Quang Thuận thứ 8 tháng 9 mùa thu (1467) | 1 năm lẻ                                                 |
| 21                                                       | Đinh Hợi Lê Thánh Tông Quang Thuận thứ 8 tháng 10 đông (1467) | Canh Dần Lê Thánh Tông Hồng Đức thứ 1 (1470)                    | 3 năm lẻ                                                 |
| 22                                                       | Tân Mão Lê Thánh Tông Hồng Đức thứ 2 (1471)                   | Giáp Ngọ Lê Thánh Tông Hồng Đức thứ 5 (1474)                    | 4                                                        |
| 23                                                       | Ất Mùi Lê Thánh Tông Hồng Đức thứ 6 (1475)                    | Giáp Thìn Lê Thánh Tông Hồng Đức thứ 15 (1484)                  | 10                                                       |
| 24                                                       | Ất Tỵ Lê Thánh Tông Hồng Đức thứ 16 (1485)                    | Kỷ Mùi Lê Hiến Tông Cảnh Thống thứ 2 (1499)                     | 15                                                       |
| 25                                                       | Canh Thân Lê Hiến Tông Cảnh Thống thứ 3 (1500)                | Kỷ Tỵ Lê Uy Mục Đoan Khánh thứ 5 (1509)                         | 10                                                       |
| 26                                                       | Canh Ngọ Lê Tương Dực Hồng Thuận thứ 2 (1510)                 | Kỷ Mão Lê Chiêu Tông Quang Thiệu thứ 4 (1519)                   | 10                                                       |
| 27                                                       | Canh Thìn Lê Chiêu Tông Quang Thiệu thứ 5 (1520)              | Mậu Thân Lê Trang Tông Nguyên Hòa thứ 16 (1548)                 | 29                                                       |
| 28                                                       | Kỷ Dậu Lê Trung Tông Thuận Bình thứ 1 (1549)                  | Nhâm Thân Lê Anh Tông Hồng Phúc thứ 1 (1572)                    | 24                                                       |
| 29                                                       | Quý Dậu Lê Anh Tông Hồng Phúc thứ 2 (1573)                    | Nhâm Thìn Lê Thế Tông Quang Hưng thứ 15 (1592)                  | 20                                                       |
| 30                                                       | Quý Tỵ Lê Thế Tông Quang Hưng thứ 16 (1593)                   | Kỷ Hợi Lê Thế Tông Quang Hưng thứ 22 (1599)                     | 7                                                        |
| 31                                                       | Canh Tý Lê Kính Tông Thận Đức thứ 1 (1600)                    | Quý Mùi Lê Thần Tông Dương Hòa thứ 9 (1643)                     | 44                                                       |
| 32                                                       | Canh Thân Lê Chân Tông Phúc Thái thứ 2 (1644)                 | Nhâm Dần Lê Thần Tông Vạn Khánh thứ 1 (1662)                    | 19                                                       |
| 33                                                       | Quý Mão Lê Huyền Tông Cảnh Trị thứ 1 (1663)                   | Ất Mão Lê Gia Tông Đức Nguyên thứ 2 (1675)                      | 13                                                       |
| 34                                                       | Bính Thìn Lê Hy Tông Vĩnh Trị thứ 1 (1676)                    | Ất Dậu Lê Hy Tông Chính Hòa thứ 26 (1705)                       | 30                                                       |
| 35                                                       | Bính Tuất Lê Dụ Tông Vĩnh Thịnh thứ 2 (1706)                  | Tân Sửu Lê Dụ Tông Bảo Thái thứ 2 (1721)                        | 16                                                       |
| 36                                                       | Nhâm Dần Lê Dụ Tông Bảo Thái thứ 3 (1722)                     | Đinh Mùi Lê Dụ Tông Bảo Thái thứ 8 (1727)                       | 6                                                        |
| 37                                                       | Mậu Thân Lê Dụ Tông Bảo Thái thứ 9 (1728)                     | Ất Mão Lê Thuần Tông Long Đức thứ 4 (1735)                      | 8                                                        |
| 38                                                       | Bính Thìn Lê Ý Tông Vĩnh Hữu thứ 2 (1736)                     | Canh Thân Lê Ý Tông Vĩnh Hữu thứ 6 (1740)                       | 5                                                        |
| 39                                                       | Tân Dậu Lê Hiển Tông Cảnh Hưng thứ 2 (1741)                   | Quý Hợi Lê Hiển Tông Cảnh Hưng thứ 4 (1743)                     | 3                                                        |
| 40                                                       | Giáp Tý Lê Hiển Tông Cảnh Hưng thứ 5 (1744)                   | Kỷ Tỵ Lê Hiển Tông Cảnh Hưng thứ 10 (1749)                      | 6                                                        |
| 41                                                       | Canh Ngọ Lê Hiển Tông Cảnh Hưng thứ 11 (1750)                 | Bính Tý Lê Hiển Tông Cảnh Hưng thứ 17 (1756)                    | 7                                                        |
| 42                                                       | Đinh Sửu Lê Hiển Tông Cảnh Hưng thứ 18 (1757)                 | Bính Tuất Lê Hiển Tông Cảnh Hưng thứ 27 (1766)                  | 10                                                       |
| 43                                                       | Đinh Hợi Lê Hiển Tông Cảnh Hưng thứ 28 (1767)                 | Tân Mão Lê Hiển Tông Cảnh Hưng thứ 32 (1771)                    | 5                                                        |
| 44                                                       | Nhâm Thìn Lê Hiển Tông Cảnh Hưng thứ 33 (1772)                | Bính Thân Lê Hiển Tông Cảnh Hưng thứ 37 (1776)                  | 5                                                        |
| 45                                                       | Đinh Dậu Lê Hiển Tông Cảnh Hưng thứ 38 (1777)                 | Nhâm Dần Lê Hiển Tông Cảnh Hưng thứ 43 (1782)                   | 6                                                        |
| 46                                                       | Quý Mão Lê Hiển Tông Cảnh Hưng thứ 44 (1783)                  | Bính Ngọ Lê Hiển Tông Cảnh Hưng thứ 47 (1786)                   | 4                                                        |
| 47                                                       | Đinh Mùi Lê Mẫn Đế Chiêu Thống thứ 1 (1787)                   | Kỷ Dậu Lê Mẫn Đế Chiêu Thống thứ 3 (1789)                       | 3                                                        |

## Sử bút
Sử bút bộ Khâm định Việt sử Thông giám cương mục là sử bút Xuân Thu, cụ thể là sử bút bộ Cương mục của Chu Hi thời Tống, tức là phép viết sử theo một nguyên tắc khen chê nhất định. Cương mục chú ý nêu việc lớn làm "cương" để ghi việc nhỏ làm "mục" ở sau; do bị bó buộc bởi thể thức ấy nên Cương mục đã phải bỏ đi rất nhiều việc nhỏ khó gắn vào làm "mục" cho "cương" đã nêu ra.

## Giá trị
Khâm định Việt sử Thông giám cương mục là bộ sử lớn thứ hai của Việt Nam, vừa tiếp thu được nhiều thành tựu của các sử gia tiền bối, đồng thời có nhiều đóng góp riêng có giá trị về sử học. Các nhà nghiên cứu ngày nay đều coi Đại Việt sử ký toàn thư và Khâm định Việt sử thông giám cương mục làm hai bộ sử quan trọng làm điểm khởi phát để nghiên cứu các vấn đề liên quan của lịch sử Việt Nam.

## Hạn chế
Khâm định Việt sử thông giám cương mục có một số hạn chế như các vấn đề về Lâm Ấp, Chân Lạp, Nam Chiếu cần phải chỉnh lý lại, hoặc như các thời kỳ Lý, Trần về trước thì quá sơ lược.

## Liên kết
- Toàn văn, bản chữ Hán Lưu trữ ngày 5 tháng 3 năm 2016 tại Wayback Machine
- Toàn văn, định dạng PDF
- Toàn văn, định dạng HTML bản lưu trữ 2/8/2007